# ウォンバット科
ウォンバット科（ウォンバットか、Vombatidae）は、哺乳綱双前歯目ウォンバット型亜目に分類される科。

## 形態
尾は痕跡的。ウォンバット属は粗い、ケバナウォンバット属は柔らかい体毛で被われる。
ウォンバット属の耳介は短く丸みを帯びるが、ケバナウォンバット属の耳介は長く三角形。ウォンバット属の吻端は裸出する（鼻鏡がある）が、ケバナウォンバット属は吻端が短い体毛で被われる。歯は無根歯で、一生伸び続ける。四肢は短い。

## 分類
以下の分類・英名はMSW3（Groves, 2005）、和名は川田ら(2018)に従う。
- ケバナウォンバット属 Lasiorhinus
  - Lasiorhinus krefftii キタケバナウォンバット Northern hairy-nosed wombat
  - Lasiorhinus latifrons ミナミケバナウォンバット Southern hairy-nosed wombat

- ウォンバット属 Vombatus
  - Vombatus ursinus ウォンバット Common wombat

## 人間との関係
キタケバナウォンバットはクイーンズランド州のエッピング・フォレスト国立公園のみに分布が限られ、家畜の放牧などにより生息数は減少し家畜の侵入を防ぐ柵が設けられるなど保護対策が進められている。

## 画像

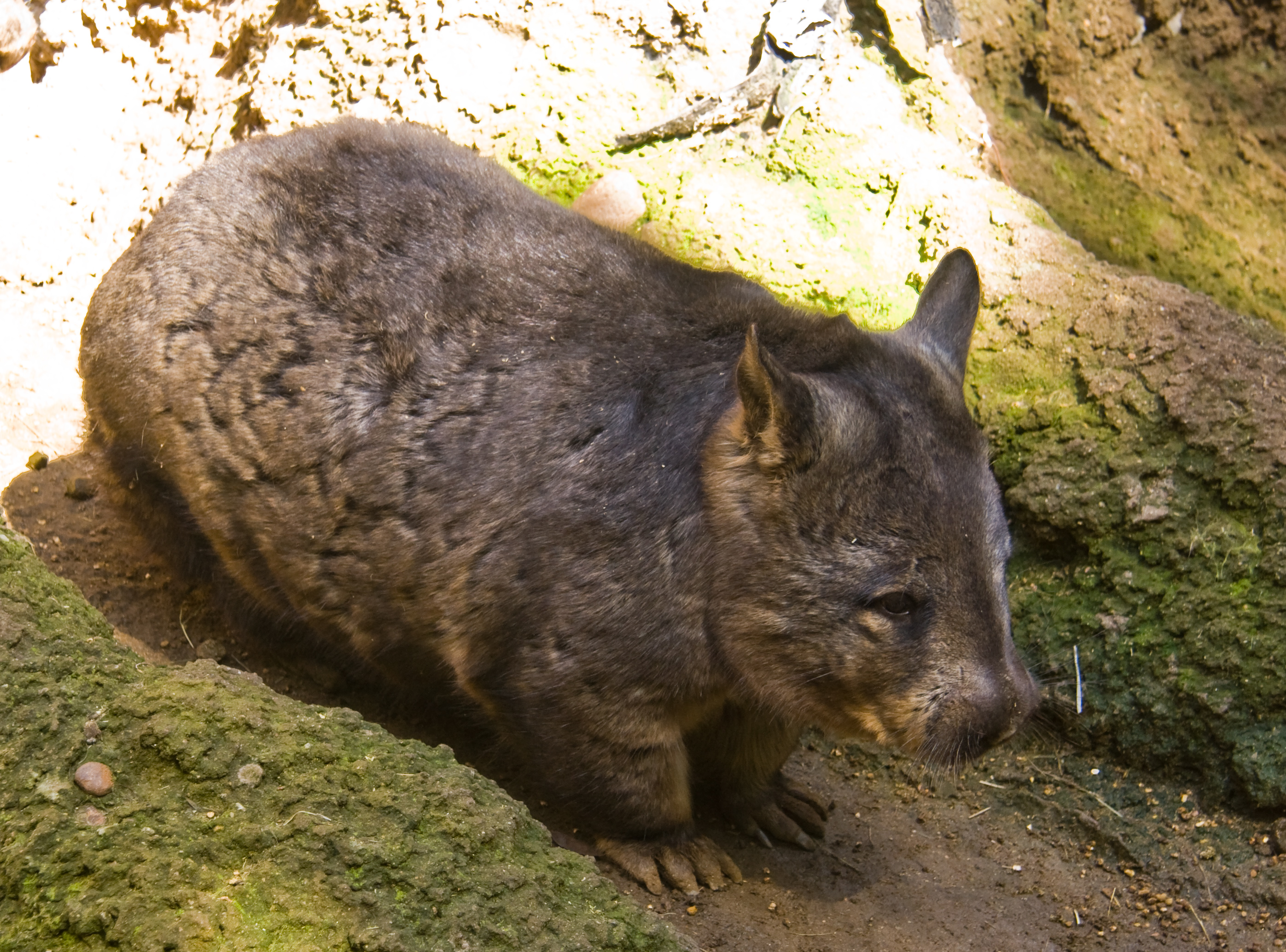
ミナミケバナウォンバット L. latifrons